# 拉尔赛
拉尔赛（法語：Larçay，法語發音：[laʁsɛ]）是法国安德尔-卢瓦尔省的一个市镇，位于该省中东部，属于图尔区。

## 地理
拉尔赛（47°22'5"N, 0°46'48"E）面积11.19 平方千米，位于法国中央-卢瓦尔河谷大区安德尔-卢瓦尔省，该省份为法国中西部省份，北起萨尔特省、东北接卢瓦-谢尔省，东南接安德尔省，南至维埃纳省，西临曼恩-卢瓦尔省。
与拉尔赛接壤的市镇（或旧市镇、城区）包括：尚布赖莱图尔、埃夫尔、卢瓦尔河畔蒙卢伊、圣阿韦坦、圣皮埃尔代科尔、韦雷特、拉维尔欧达姆。

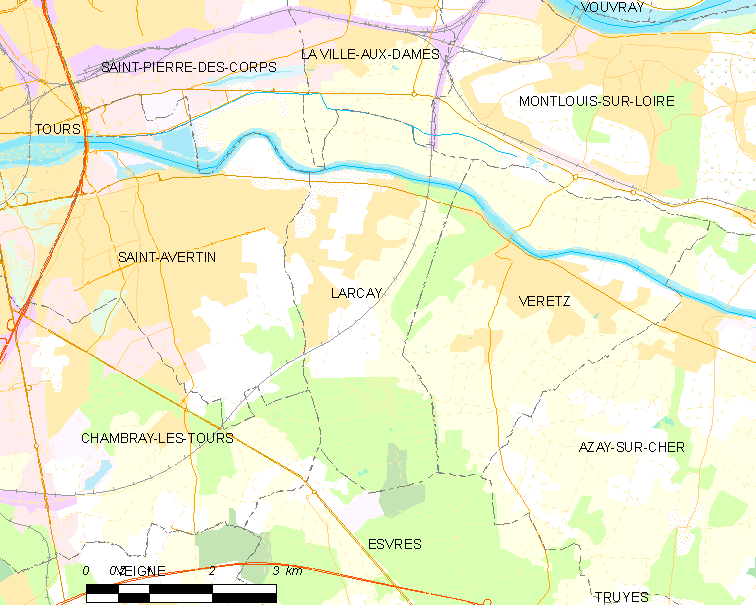
拉尔赛的OSM定位图

拉尔赛的时区为UTC+01:00、UTC+02:00（夏令时）。

## 行政
拉尔赛的邮政编码为37270，INSEE市镇编码为37124。

## 政治
拉尔赛所属的省级选区为卢瓦尔河畔蒙卢伊县。

## 人口

1962-2008年间拉尔赛人口变化图示

拉尔赛于2022年1月1日时的人口数量为2577人。